# Coniopteryx makarkini
Coniopteryx makarkini är en insektsart som beskrevs av György Sziráki 1997. Coniopteryx makarkini ingår i släktet Coniopteryx och familjen vaxsländor. Inga underarter finns listade i Catalogue of Life.